# La Tour de Babel (Brueghel)
Pour les articles homonymes, voir Babel et Tour de Babel.
 (décembre 2024).
Si vous disposez d'ouvrages ou d'articles de référence ou si vous connaissez des sites web de qualité traitant du thème abordé ici, merci de compléter l'article en donnant les références utiles à sa vérifiabilité et en les liant à la section « Notes et références ».
La Tour de Babel est le titre de plusieurs tableaux de Pieter Brueghel l'Ancien peints d'après l'épisode biblique de la tour de Babel.
Le plus célèbre, surnommé La « Grande » Tour de Babel, a été peint vers 1563 et est actuellement conservé au Kunsthistorisches Museum de Vienne. La « Petite » Tour de Babel, peinte vers 1568 et de dimension plus modeste, se trouve au musée Boijmans Van Beuningen à Rotterdam.

## La«Grande»Tourde Babel
La description de l'architecture de la tour par Brueghel, avec ses nombreuses arches et d'autres exemples de l'ingénierie romaine fait penser de manière délibérée au Colisée qui représentait pour les chrétiens de l'époque le symbole de la démesure et de la persécution. Une autre hypothèse serait liée au souvenir du Château Aragonais sur l'ile d'Ischia dans la baie de Naples qui présente de grandes similitudes visuelles avec l'œuvre.
La peinture de Brueghel semble attribuer l'échec de la construction à des problèmes d'ingénierie structurelle plutôt qu'à de soudaines différences linguistiques d'origine divine. Bien qu'à première vue la tour semble constituée d'une série stable de cylindres concentriques, un examen plus attentif montre à l'évidence qu'aucun étage ne repose sur une vraie horizontale ; la tour est plutôt construite comme une spirale ascendante, elle est un édifice circulaire dont les étages ont un diamètre qui va en diminuant. Les contrebutements, qui encadrent des baies géminées, s'allègent de plus en plus. Les arches sont cependant construites perpendiculairement au sol incliné ce qui les rend instables, quelques-unes se sont d'ailleurs déjà écroulées. Plus troublant peut-être : le fait que les fondations et les couches inférieures de la tour n'ont pas été finies avant.
En montrant la tour à divers niveaux d'avancement, selon les étages, Brueghel permet de pénétrer au cœur de l'édifice et de cerner les différentes étapes de la construction. Si le dessin architectural est très précis, il n'en reste pas moins absurde. La tour semble composée d'un étrange réseau de galeries voûtées en berceau qui ne mènent à rien. Il est évident que Brueghel n'a pas cherché à reproduire un espace habitable. En effet, l'intention des constructeurs de la tour n'est pas de faire un bâtiment fonctionnel mais de pénétrer les cieux.
La peinture est censée représenter les dangers de l'orgueil humain, mais aussi l'échec de la rationalité face au divin. C'est aussi une allégorie du fier empire international des Habsbourg basé sur une foi unifiée et constitué de banquiers, de ministres, de clercs, de soldats et de penseurs humanistes sycophantes soumis à un tel projet.

## La «Petite» Tourde Babel
La peinture est censée représenter les dangers de l'orgueil humain mais aussi l'échec de la rationalité face au divin. C'est aussi une allégorie du fier empire international des Habsbourg basé sur une foi unifiée et constitué de banquiers, de ministres, de clercs, de soldats et de penseurs humanistes sycophantes soumis à un tel projet.